# Route nationale 450
Die N450 war von 1933 bis 1973 eine französische Nationalstraße, die zwischen Pithiviers und Vouthenay-sur-Cure verlief. Ihre Länge betrug 109 Kilometer. 1978 wurde die N350A in N450 umgenummert. Diese wurde 2006 abgestuft.